# Kati Kovács

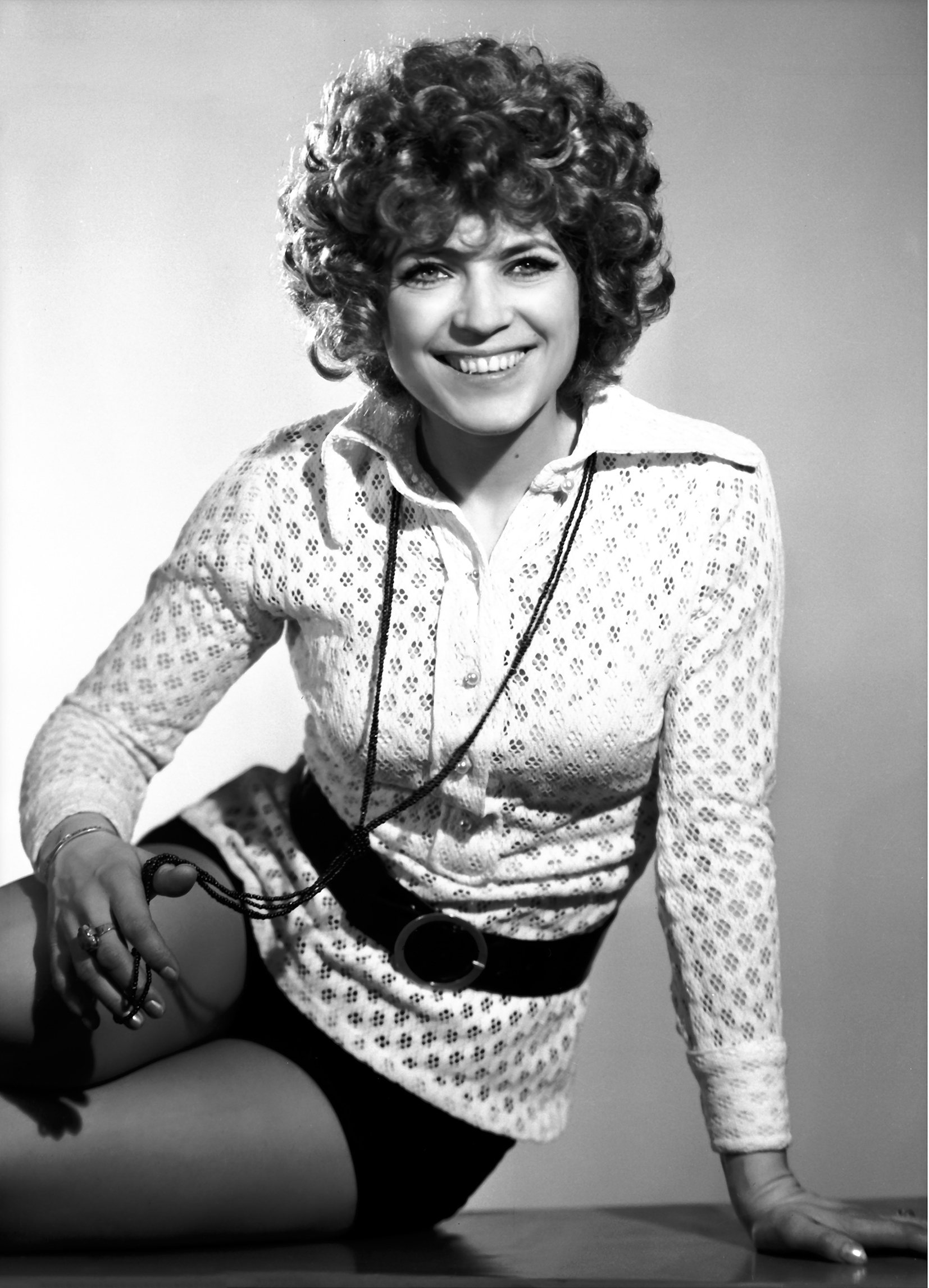
Kati Kovács

Katalin Kovács (Verpelét, 25 de Outubro de 1944) é uma cantora e actriz húngara. Em 1974 ganhou o concurso Castlebar Song Contest na Irlanda com a canção "Nálad lenni újra jó lenne". Em 2010, a cantora norte-americana utilizou demonstrações da música "Add már uram az esőt" no seu single "Woohoo", retirado do disco Bionic.